# Shuangfengit
Shuangfengit ist ein sehr selten vorkommendes Mineral aus der Mineralklasse der „Sulfide und Sulfosalze“ mit der idealisierten chemischen Zusammensetzung IrTe2 und damit chemisch gesehen ein Iridiumtellurid, genauer Iridiumditellurid. Als enge Verwandte der Sulfide werden die Telluride in dieselbe Klasse eingeordnet.
Shuangfengit kristallisiert im trigonalen Kristallsystem, konnte jedoch bisher nur in Form kleiner Aggregate bis etwa 0,5 mm Durchmesser entdeckt werden. Das vollkommen undurchsichtige (opake) Mineral zeigt auf den Oberflächen der schwarzen Aggregate einen metallischen Glanz. Im Auflichtmikroskop kann Shuangfengit auch hellgelblichweiß erscheinen, wobei die Farbe einen Stich ins Bläuliche hat. Seine Strichfarbe ist allerdings ebenfalls schwarz.

## Etymologie und Geschichte
Entdeckt wurde Shuangfengit erstmals in einer Chromit-Seifen-Lagerstätte nahe dem Dorf Shuangfeng und etwa 190 km nordnordöstlich von Peking im Kreis Xinglong in der chinesischen Provinz Hebei. Die Analyse und Erstbeschreibung erfolgte durch Yu Zuxiang, der das Mineral nach dessen Typlokalität benannte.
Yu Zuxiang reichte seine Untersuchungsergebnisse und den gewählten Namen zur Prüfung bei der International Mineralogical Association ein (interne Eingangs-Nr. der IMA: 1993-018), die den Shuangfengit als eigenständige Mineralart anerkannte. Die Publikation der Erstbeschreibung folgte ein Jahr später im chinesischen Fachmagazin Acta Mineralogica Sinica und wurde 1995 mit der Publikation der New Mineral Names im englischsprachigen Fachmagazin American Mineralogist nochmals bestätigt.
Das Typmaterial des Minerals wird im Chinesischen geologischen Museum in Peking (Beijing) aufbewahrt.

## Klassifikation
Da der Shuangfengit erst 1993 als eigenständiges Mineral anerkannt wurde, ist er in der seit 1977 veralteten 8. Auflage der Mineralsystematik nach Strunz noch nicht verzeichnet. 
In der zuletzt 2018 überarbeiteten Lapis-Systematik nach Stefan Weiß, die formal auf der alten Systematik von Karl Hugo Strunz in der 8. Auflage basiert, erhielt das Mineral die System- und Mineralnummer II/D.28-045. Dies entspricht der Klasse der „Sulfide und Sulfosalze“ und dort der Abteilung „Sulfide mit dem Stoffmengenverhältnis Metall : S,Se,Te < 1 : 1“, wo Shuangfengit zusammen mit Berndtit, Kitkait, Melonit, Merenskyit, Moncheit, Sudovikovit und Verbeekit die „Melonitgruppe“ mit der Systemnummer II/D.28 bildet.
Die von der International Mineralogical Association (IMA) zuletzt 2009 aktualisierte 9. Auflage der Strunz’schen Mineralsystematik ordnet den Shuangfengit in die Klasse der „Sulfide und Sulfosalze (Sulfide, Selenide, Telluride, Arsenide, Antimonide, Bismutide, Sulfarsenide, Sulfantimonide, Sulfbismutide)“ und dort in die Abteilung „Metallsulfide mit M : S ≤ 1 : 2“ ein. Hier ist das Mineral in der Unterabteilung „M : S = 1 : 2; mit Cu, Ag, Au“ zu finden, wo es zusammen mit Berndtit, Kitkait, Melonit, Merenskyit, Moncheit und Sudovikovit die „Melonitgruppe“ mit der Systemnummer 2.EA.20 bildet.
In der vorwiegend im englischen Sprachraum gebräuchlichen Systematik der Minerale nach Dana hat Shuangfengit die System- und Mineralnummer 02.12.14.06. Das entspricht der Klasse der „Sulfide und Sulfosalze“ und dort der Abteilung „Sulfidminerale“. Hier findet er sich innerhalb der Unterabteilung „Sulfide – einschließlich Seleniden und Telluriden – mit der Zusammensetzung AmBnXp, mit (m+n):p=1:2“ in der „Melonitgruppe (Trigonal: P3m1) AX2-Typ“, in der auch Melonit, Kitkait, Moncheit, Merenskyit, Berndtit und Sudovikovit eingeordnet sind.

## Chemismus
In der theoretisch idealen, das heißt stoffreinen Verbindung von Shuangfengit (IrTe2) besteht das Mineral aus Iridium (Ir) und Tellur (Te) im Stoffmengenverhältnis von 1 : 2. Dies entspricht einem Massenanteil (Gewichts-%) von 42,96 Gew.-% Ir und 57,04 Gew.-% Te.
Insgesamit 9 Mikrosondenanalysen ergaben dagegen eine leicht abweichende Zusammensetzung von 40,3 Gew.-% Ir und 56,7 Gew.-% Te sowie zusätzliche Gehalte von 1,2 Gew.-% Platin (Pt), 0,2 Gew.-% Kupfer (Cu) und Spuren von Osmium und Rhodium, die einen Teil des Iridiums vertreten. Zusätzliche Gehalte von 0,3 Gew.-% Schwefel (S) und 0,4 Gew.-% Bismut (Bi) wurden als Vertreter von Tellur ermittelt. Diese Werte korrespondieren mit der empirischen Formel (Ir0,93Pt0,03Cu0,01)Σ=0,97(Te1,97S0,04Bi0,01)Σ=2,02, die zur eingangs genannten Formel idealisiert wurde.

## Kristallstruktur
Shuangfengit kristallisiert in der trigonalen Raumgruppe P3m1 (Raumgruppen-Nr. 164) mit den Gitterparametern a = 3,93 Å und c = 5,39 Å sowie einer Formeleinheit pro Elementarzelle.
Die Kristallstruktur von Shuangfengit besteht aus IrTe6-Oktaedern, die Schichten senkrecht zur c-Achse {0001} bilden. Die einzelnen Schichten werden nur über schwache Van-der-Waals-Kräfte zusammengehalten, was auch die Ursache für die vollkommene Spaltbarkeit entlang dieser Kristallachse ist.
| Kristallstruktur von Shuangfengit |
| - mit Blickrichtung parallel zur a-Achse - mit Blickrichtung parallel zur b-Achse - mit Blickrichtung parallel zur b-Achse - in der kristallographischen Standardausrichtung - Größerer Ausschnitt der Struktur als „Polyeder-Modell“ |
| Farbtabelle: _ Ir 0 _ Te |

## Modifikationen und Varietäten
Bisher ist mit Platinoshuangfengit nur eine Varietät von Shuangfengit bekannt (Stand 2020). Bei insgesamt fünf Mikrosondenanalysen wurde ein Platingehalt zwischen 15,9 und 19,7 Gew.-% (durchschnittlich 17,2 Gew.-%) ermittelt werden. Aus den erhaltenen Daten errechnete sich die empirische Formel (Ir0,57Pt0,40Cu0,01)Σ=0,98(Te2,01Bi0,01)Σ=2,01 für platinreichen Shuangfengit, die zur vereinfachten Mischformel (Ir,Pt)Te2 idealisiert wurde.

## Bildung und Fundorte
An seiner Typlokalität fand sich Shuangfengit als Bestandteil in Schwermineral-Konzentraten und zerkleinerten Erzen einer Chromit-Seife nahe Shuangfeng im Kreis Xinglong, wo er in Paragenese mit anderen platinmetallhaltigen (PGE)-Mineralen auftrat.
Außer an der genannten Typlokalität konnte Shuangfengit bisher nur noch in einer ultramafischen Chromitlagerstätte entlang eines Nebenflusses des Luan He nahe dem Dorf Maying  sowie in einer PGE-haltigen Seifenlagerstätte am Fluss Wulie und der Cr-PGE-Lagerstätte Gaositai nahe dem gleichnamigen Ort im Kreis Chengde (Provinz Hubei) entdeckt werden.